# Diphylleia rotans
Diphylleia rotans (лат.) — вид одноклеточных эукариот, единственный в роде Diphylleia. Положение рода среди эукариот, так же как и рода Collodictyon, вместе с которым они образуют семейство Collodictyonidae, на данный момент остаётся неясным, и условно их относят к царству протисты.

## Описание
Клетка достигает 10—13 мкм в длину и 7—8 мкм в ширину, овальной формы. Два равных жгутика, по длине чуть больше клетки, прикреплены возле переднего края с нижней стороны клетки, причём их основания находятся в специальных углублениях, образованных клеточной мембраной. Ядро располагается в переднем конце клетки. Питание осуществляется путём фагоцитоза. Плавает за счет вращательных движений жгутиков.